# والدا
والدا (به ایتالیایی: Valda) یک کومونه در ایتالیا است که در ترنتینو واقع شده است.

## خصوصیات
والدا ۶٫۱ کیلومترمربع مساحت و ۲۳۰ نفر جمعیت دارد.